# 吾梦里站
吾夢里站（韓語：오몽리역）是朝鮮民主主義人民共和國咸鏡南道端川市吾夢里的一個鐵路車站，属于平罗线和豆彦线。

## 邻近车站
平罗线
新端川站 - 吾夢里站 - 端川青年站
豆彦線
吾夢里站 - 豆彦站